# Klettenberg (Köln)

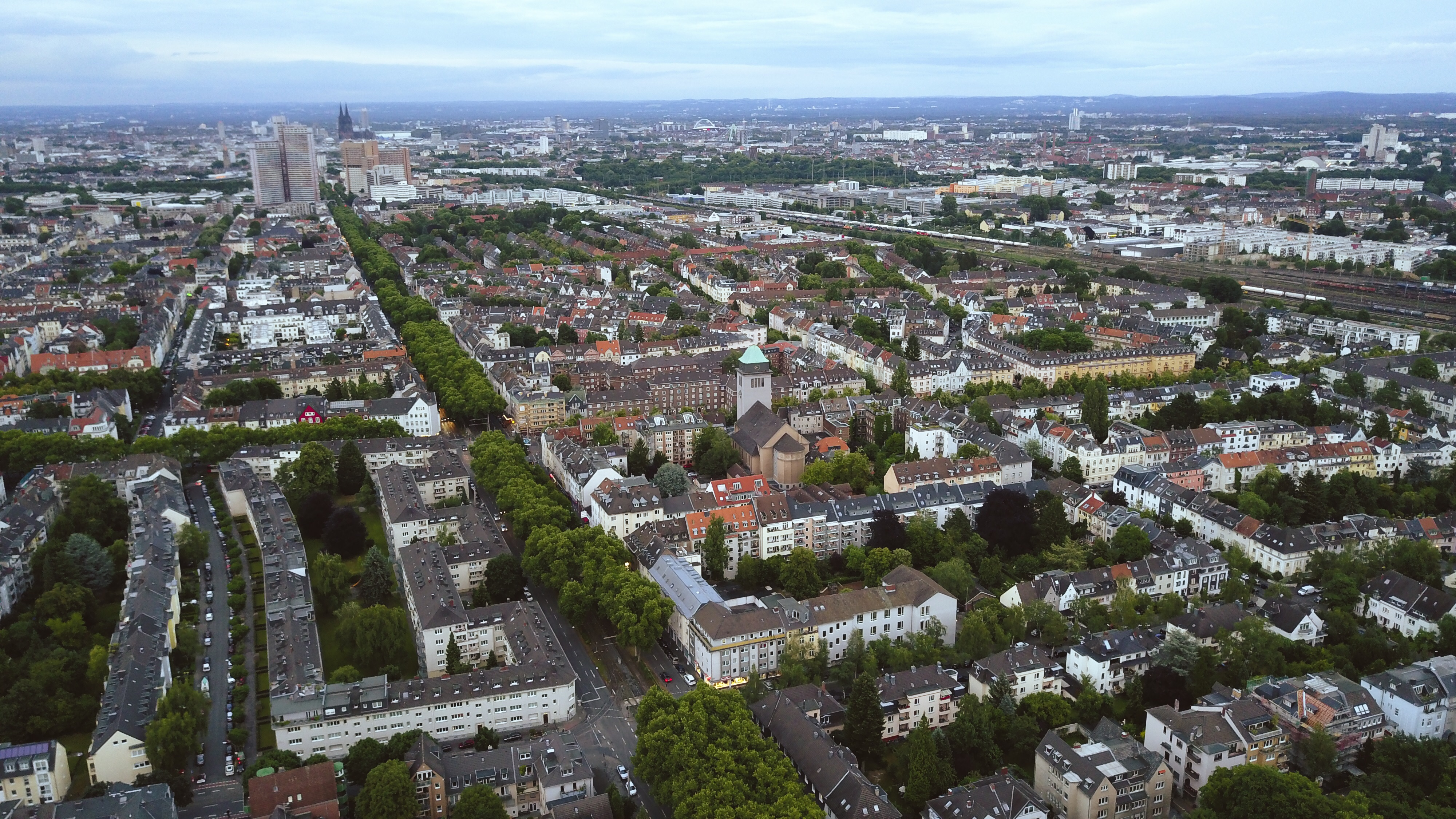
Luftbild von Köln-Klettenberg aus südöstlicher Sicht. Im Hintergrund der Kölner Dom

Der Stadtteil Klettenberg liegt im Südwesten der Stadt Köln und ist politisch dem Stadtbezirk Lindenthal zugeordnet.

## Lage
Klettenberg grenzt im Osten an den Stadtteil Zollstock, im Süden an Hürth-Efferen und im Westen und Norden an Sülz. Mit Sülz ist Klettenberg auf Grund einer Vielzahl gemeinschaftlich genutzter Einrichtungen wie Schulen, Kirchen und Einkaufsstraßen zusammengewachsen.

## Bevölkerungsstruktur
Struktur der Bevölkerung von Köln-Klettenberg (2021):
- Durchschnittsalter der Bevölkerung: 43,8 Jahre (Kölner Durchschnitt: 42,3 Jahre)
- Ausländeranteil: 7,2 % (Kölner Durchschnitt: 19,3 %)
- Arbeitslosenquote: 3,1 % (Kölner Durchschnitt: 8,6 %)

### Weitere Strukturdaten
Klettenberg hatte zum 31. Dezember 2017
- 10.677 Einwohner
- 6.526 Bürger zwischen 18 und 60 Jahren, 1680 Bürger jünger als 18 und 2471 Bürger älter als 60 Jahre
- 3.974 Katholiken, 2.051 Protestanten und 4.652 Sonstige
- einen leichten Frauenüberschuss, mit 5.767 weiblichen gegenüber 4.910 männlichen Einwohnern
- 5.401 ledige und 3.999 verheiratete Einwohner
- mit 18,7 % den geringsten Anteil an Einwohnern mit Migrationshintergrund aller Kölner Stadtteile
- 5.795 Haushalte, davon 3.037 (52,4 %) Ein- und 1.554 (26,8 %) Zweipersonen-Haushalte
- mit 42,1 % den höchsten Anteil an Erholungsflächen aller Kölner Stadtteile, neben dem Stadtteil Sülz mit ebenfalls 42,1 %

## Geschichte

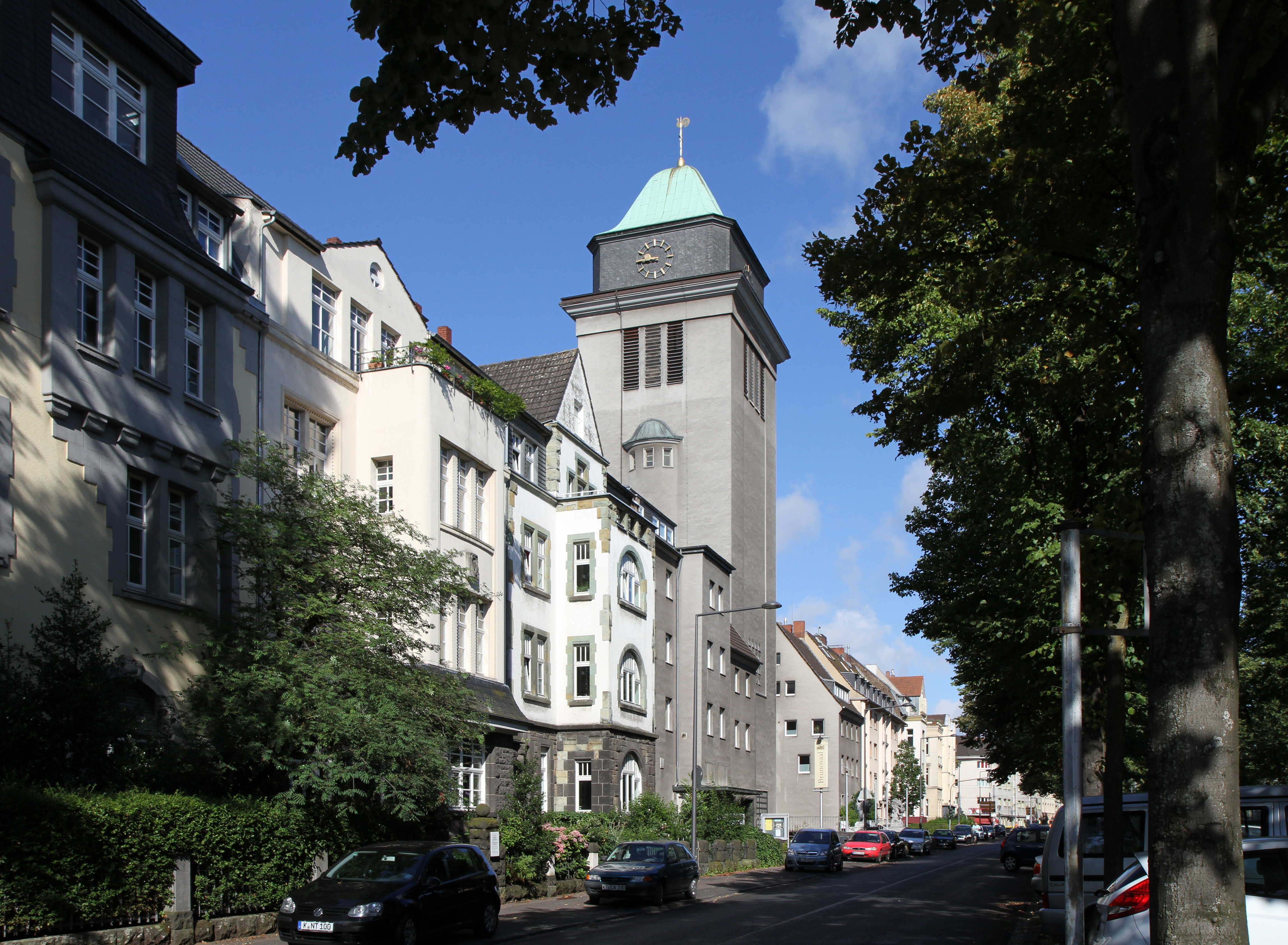
St. Bruno Köln-Klettenberg

Der Name Klettenberg leitet sich, wie beim benachbarten Stadtteil Sülz auch, von einem Fronhof ab. Das Hofgut Klettenberg, das 1225 erste Erwähnung fand und zu der 957 gegründeten Benediktinerabtei St. Pantaleon gehörte, musste zu Beginn des 20. Jahrhunderts weichen, als die Bebauung des Stadtteils Klettenberg begann. Von Stadtbaurat Steuernagel als „Fluchtlinienplan Siebengebirgsallee“ auf dem Reißbrett geplant, wurde Klettenberg als Erweiterung zu Sülz „aus einem Guss“ gebaut.

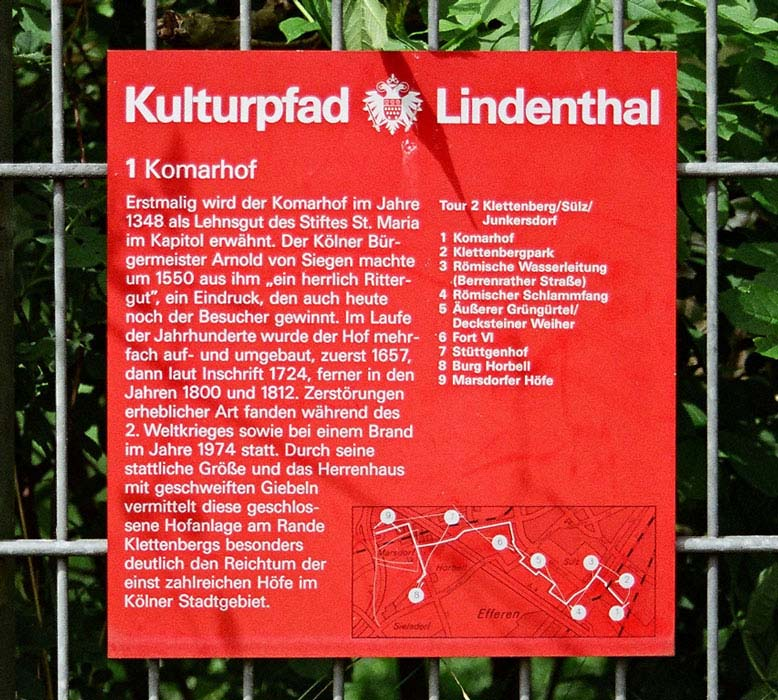
Komarhof

Zuvor befanden sich auf diesem Gebiet hauptsächlich im 19. Jahrhundert angelegte Sand- und Kiesgruben und im westlichen Bereich noch ein weiterer, bis heute erhaltener Fronhof, der Komarhof in der Geisbergstraße (einst Guilleaumestraße), erstmals 1348 als Lehnsgut des Stiftes St. Maria im Kapitol erwähnt.
Das Hofgut Klettenberg gehörte im 19. Jahrhundert mit den auf dem Gelände angelegten beiden Teichen, von denen einer für Kahnfahrten freigegeben war, zu den beliebten Ausflugszielen der Kölner. Als Ersatz wurde zu Beginn der Bauarbeiten im westlichen Randbereich von Klettenberg der Klettenbergpark nach Plänen von Fritz Encke angelegt.

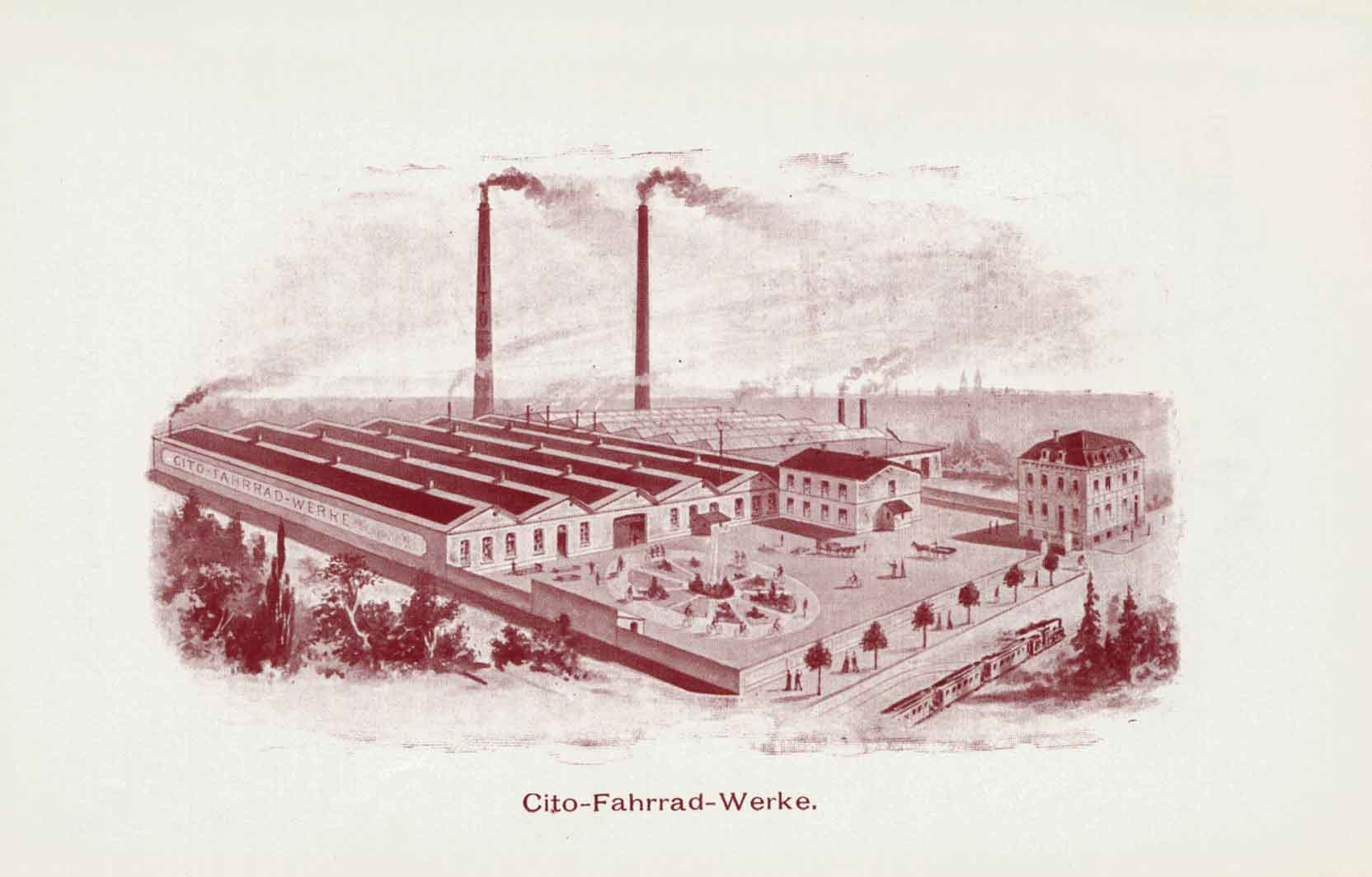
Cito-Fahrrad-Werke 1899

Anfang 1898, also kurz nach der Eingemeindung im Jahr 1888, wurde die Vorgebirgsbahn der Köln-Bonner Eisenbahnen eröffnet, die die vorherige Pferdebahnlinie nach Sülz und Klettenberg ablöste. Der Zug wurde von einer Dampflokomotive gezogen, die vom Volksmund Feuriger Elias getauft wurde. Am 28. Januar 1902 teilte Kölns Oberbürgermeister den Stadtteilen Sülz und Klettenberg den Friedhof Köln-Süd zu.
In der Kölner Stadtverordneten-Versammlung wurden Straßennamen für das neue Viertel diskutiert, zuerst am 30. Juli 1903 unter dem letzten Tagesordnungspunkt „die Benennung von Straßen an dem geplanten Park zu Klettenberg: Hardtstraße und Breibergstraße“, und am 29. August beschlossen. Am 11. März 1904 standen weitere Namen von „zwischen Luxemburgerstraße, Gottesweg, Eisenbahn und Guilleaumestraße“ geplanten Straßen fest, nämlich die Siebengebirgsallee, Petersbergstraße, Heisterbachstraße, Rhöndorferstraße, Stenzelbergstraße, Ölbergstraße, Lohrbergstraße, Nonnenstrombergstraße, Löwenburgstraße und Hirschbergstraße.
Auf Sülzer Gebiet – zur Unterscheidung der Sülzer Industrie im Post- und Werbeverkehr mit dem Zusatz „am Klettenberg“ versehen – waren die Cito-Fahrradwerke beheimatet, die später mit den Allright-Fahrradwerken an der Neuenhöfer Allee zu den Köln-Lindenthaler Metallwerken verschmolzen. Das Gelände an der Luxemburger Straße, auf dem später bis 2006 Mercedes-Benz angesiedelt war, wurde ab 2007 mit einer Wohnanlage bebaut. Die Brotfabrik Hermann in der Sülzer Wichterichstraße reichte bis zur Luxemburger Straße.

## Straßen und Bäche

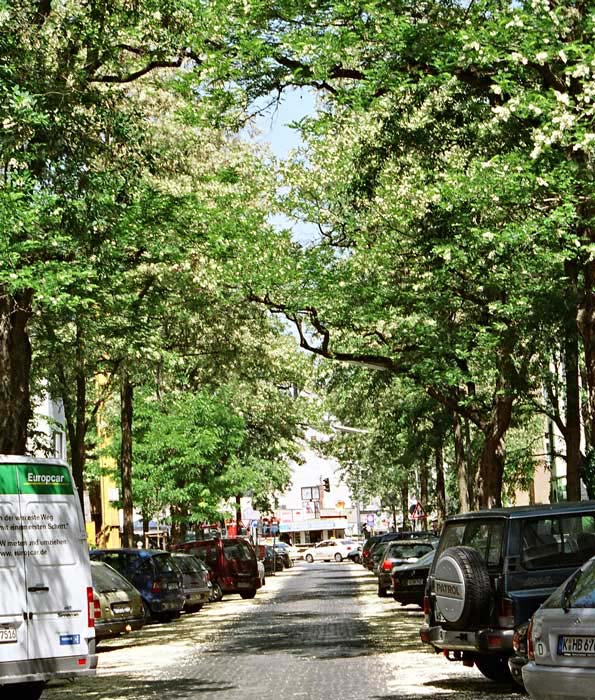
Siebengebirgsallee

Zunächst schräg südostwärts durch den zu Beginn des 20. Jahrhunderts angelegten Stadtteil führt beginnend an der Kreuzung Luxemburger Straße und Gottesweg die Siebengebirgsallee. Sie teilt sich nach einem Bogen in die weiter südwärts verlaufende Stenzelbergstraße und verläuft halbkreisförmig westwärts, bis sie direkt hinter dem Klettenbergpark wieder in die Luxemburger Straße mündet. Durch diese Krümmung kreuzen fast alle weiteren Straßen in Klettenberg die Siebengebirgsallee oder münden in sie.
Nördlich wird Klettenberg durch den Gottesweg, östlich Richtung Zollstock durch die am Bahndamm entlang verlaufende Rhöndorfer Straße und westlich sowie südlich durch die entsprechenden Teile des Autobahnrings und der Luxemburger Straße begrenzt. Unter der Luxemburger Straße verläuft der von Sülz nach Klettenberg umgeleitete Duffesbach, der früher zur Bewässerung des Teiches im Klettenbergpark diente.
Die Rhöndorfer und Luxemburger Straße und mittig die Petersbergstraße verlaufen längs durch den Stadtteil, wobei die Luxemburger Straße die eigentliche verkehrstechnische Ausfallstraße bildet, auf der auch die gemeinsam mit den Sülzern genutzte Stadtbahn (Linie 18) verkehrt und die über eine Anschlussstelle zur Autobahn A4 verfügt.
Die größeren Querverbindungen sind der zu Sülz gehörige Gottesweg, der wie der Klettenberggürtel unter Bahnunterführungen hinweg bis nach Zollstock führt. Weiter westlich die Geisbergstraße mit dem Komarhof und der entsprechende Teil des am oberen Rand des Grüngürtels verlaufende Militärring, der über den Bonner Verteiler eine Autobahnanbindung nach Bonn bietet. Der vierspurige Klettenberggürtel verfügt über einen begrünten Mittelstreifen, auf dem mittwochs und samstags ein Wochenmarkt abgehalten wird.
Südwestlich der Geisbergstraße befindet sich noch das sogenannte Malerviertel mit kleinen, nach Vertretern der bildenden Künste benannten Straßen, wie beispielsweise die August-Macke-Straße oder die Franz-Marc-Straße. Nordöstlich der Geisbergstraße sind die Straßen überwiegend nach den Bergen des Siebengebirges und anliegenden Orten benannt.

## Plätze
So ist auch der Honnefer Platz an der Kreuzung Königswinterstraße/Hirschbergstraße/Heisterbachstraße nach der Stadt Bad Honnef bei Bonn benannt. Nach seiner Umgestaltung findet man hier einen Bolzplatz sowie einen Kinderspielplatz. Eine Ruhezone nach dem Muster von Fritz Encke, wie sie auf den meisten Sülzer Plätzen zu finden ist, fehlt.

## Grünanlagen

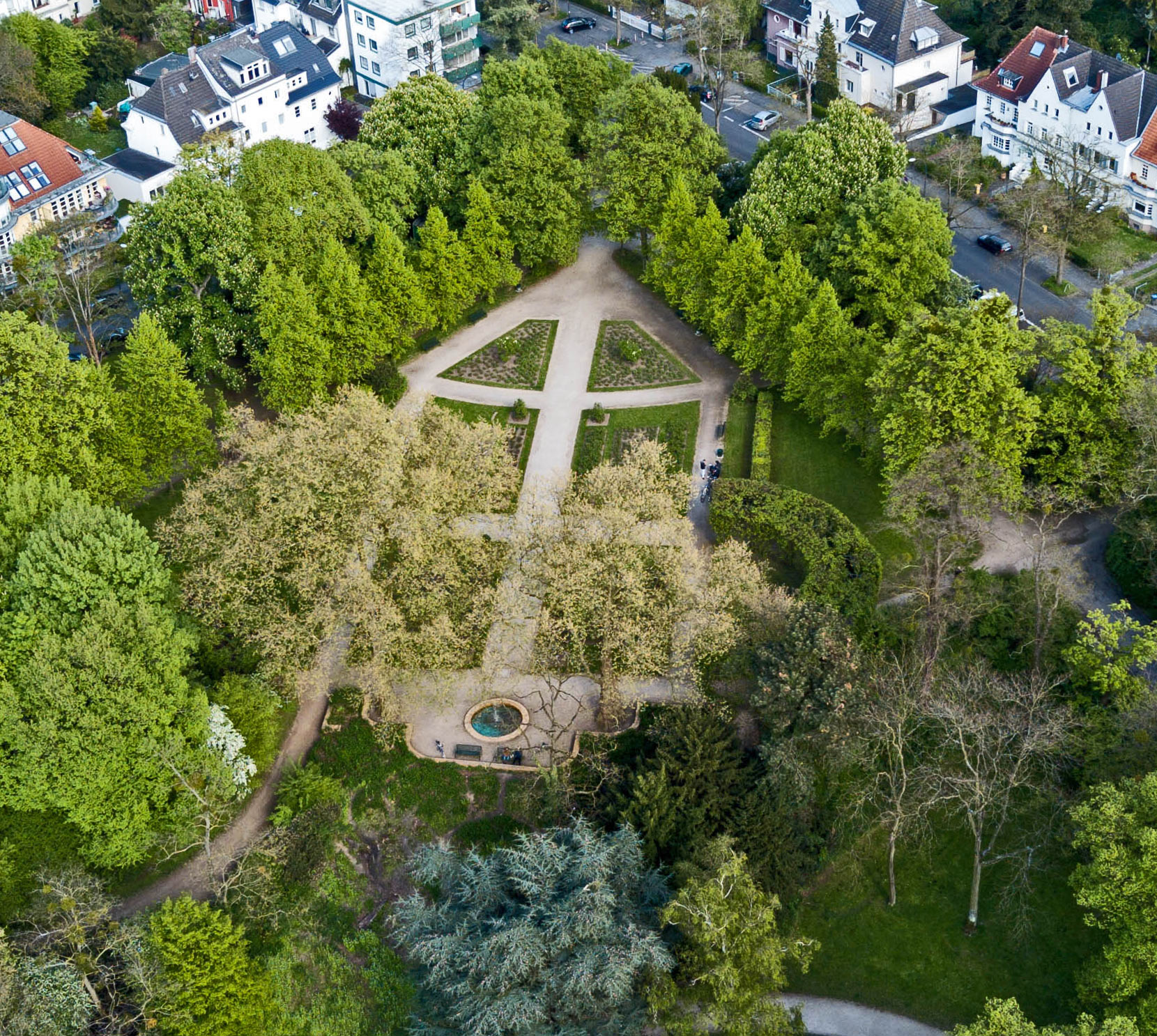
Der Rosengarten im Klettenbergpark

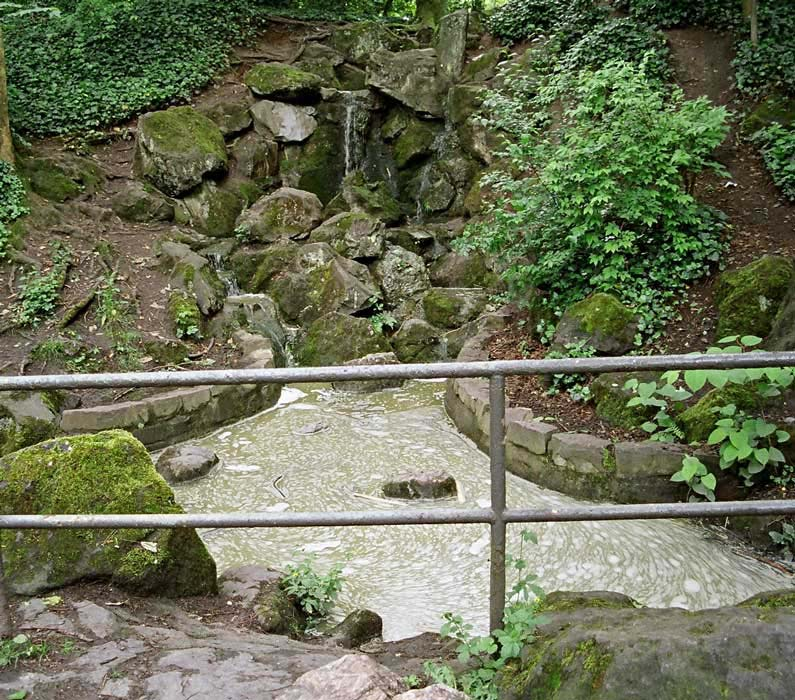
Wasserfall

Direkt am Bahndamm entlang der Rhöndorfer Straße befindet sich ein schmaler Streifen von Kleingärten der Bahn, die sich ab der Geisbergstraße auch über einen Großteil des Geländes bis zum Militärring und der Luxemburger Straße erstrecken. Jenseits des Militärrings gibt es Wälder, Wiesen und zwei Sportplätze.

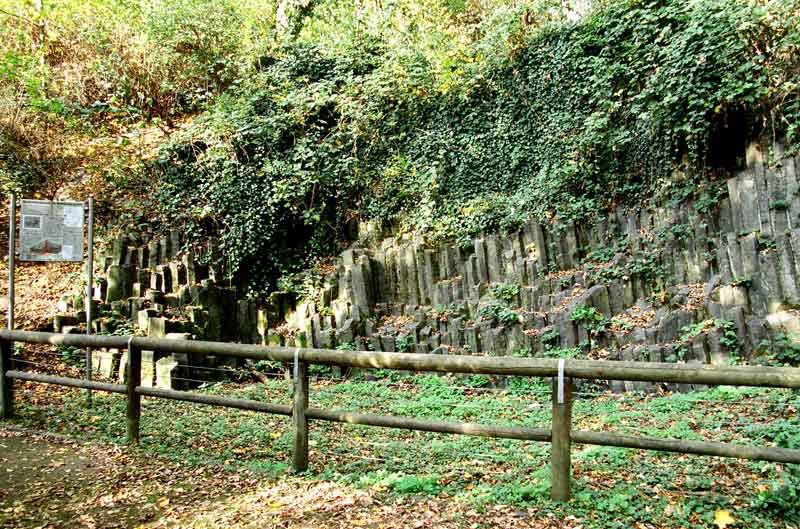
Basaltsteinbruch

Der von 1905 bis 1907 von Fritz Encke angelegte 6 ha große Klettenbergpark im Schenkel zwischen Siebengebirgsallee, Nassestraße und Luxemburger Straße wurde als Höhen- und Naturpark auf einer 10 m tiefen Kiesgrube angelegt. In dessen Mitte ist der ehemals vom umgeleiteten Duffesbach und heute mit Leitungswasser bewässerte 0,9 ha große Teich mit typischer Ufervegetation, eine vom Bach durchlaufene Blumenwiese mit Felsbachpartien und Wasserfall, eine Heidelandschaft und ein Rundwegenetz angelegt. Solarzellen auf dem Teich betreiben eine Pumpe, die das Wasser des Teiches in Bewegung hält und durch eine Zone mit feinkiesigem Filtersubstrat sauerstoffangereichert wieder in den Teich zurückführt.
Im östlichen Bereich, wo die Petersbergstraße in die Nassestraße mündet, sind die für die Gründerzeit typischen kleinornamentigen Ziergartenanlagen sowie ein Rosenpark mit Laubengängen und einer Aussichtsterrasse zu finden. Insbesondere der Basaltsteinbruch mit Informationstafel verdeutlicht den zugleich didaktischen Anspruch der gesamten Anlage, die der ruhigen Erholung und dem Spazierengehen, aber auch der Bildung und Belehrung dienen sollte. Eine ehemals vorhandene Restauration im westlichen Bereich wird nicht mehr bewirtschaftet.

## Politik
Die folgende Tabelle zeigt die Klettenberger Wahlergebnisse von 2009 bis 2013 (in Klammern das Ergebnis des gesamten Stadtbezirks Lindenthal):
| Partei  | Kommunal 2009 in % | Landtag 2012 in % | Bundestag 20091 in %          | Bundestag 2013 in % 4 |
| SPD     | 26,38 (24,26)      | 42,563 (35,91)    | 38,78 (31,78) Lale Akgün      | 35,78 (28,25)         |
| CDU     | 23,12 (31,97)      | 24,08 (32,41)     | 29,87 (37,80) Michael Paul    | 34,30 (31,12)         |
| Grüne   | 31,482 (22,94)     | 20,44 (17,27)     | 17,81 (14,29) Volker Beck     | 18,67 (20,67)         |
| FDP     | 9,28 (12,45)       | 4,83 (6,45)       | 8,06 (11,43) Werner Hoyer     | 2,29 (6,75)           |
| Piraten | ./.                | 5,48 (5,65)       | ./.                           | 1,53 (1,70)           |
| Linke   | 4,34 (3,2)         | 2,62 (2,31)       | 4,95 (4,46) Matthias Birkwald | 5,24 (7,40)           |
| AfD     | ./.                | ./.               | ./.                           | 1,68 (2,36)           |

1 Erststimmen. Zweitstimmen im Stadtbezirk Lindenthal:
SPD 21,04 %, CDU 30,7 %, Grüne 18,88 %, FDP 20,36 %

2 Gabriele Schlitt

3 Lisa Steinmann

4 Erststimmen (Zweitstimmen)